# Pinckard
Pinckard – miasto w Stanach Zjednoczonych, w stanie Alabama, w hrabstwie Dale. W roku 2023 miasto zamieszkiwały 592 osoby, a gęstość zaludnienia wynosiła 42,9 osoby/km².